# Jochen Sachse
Jochen Sachse (República Democrática Alemana, 2 de octubre de 1948) es un atleta alemán retirado, especializado en la prueba de lanzamiento de martillo en la que llegó a ser subcampeón olímpico en 1972.

## Carrera deportiva
En los JJ. OO. de Múnich 1972 ganó la medalla de plata en el lanzamiento de martillo, con una marca de 74.96 metros, quedando en el podio tras el soviético Anatoliy Bondarchuk que con 75.50 metros batió el récord olímpico, y por delante de otro soviético Vasili Khmelevski (bronce).